# Dieceza de Dresda-Meissen

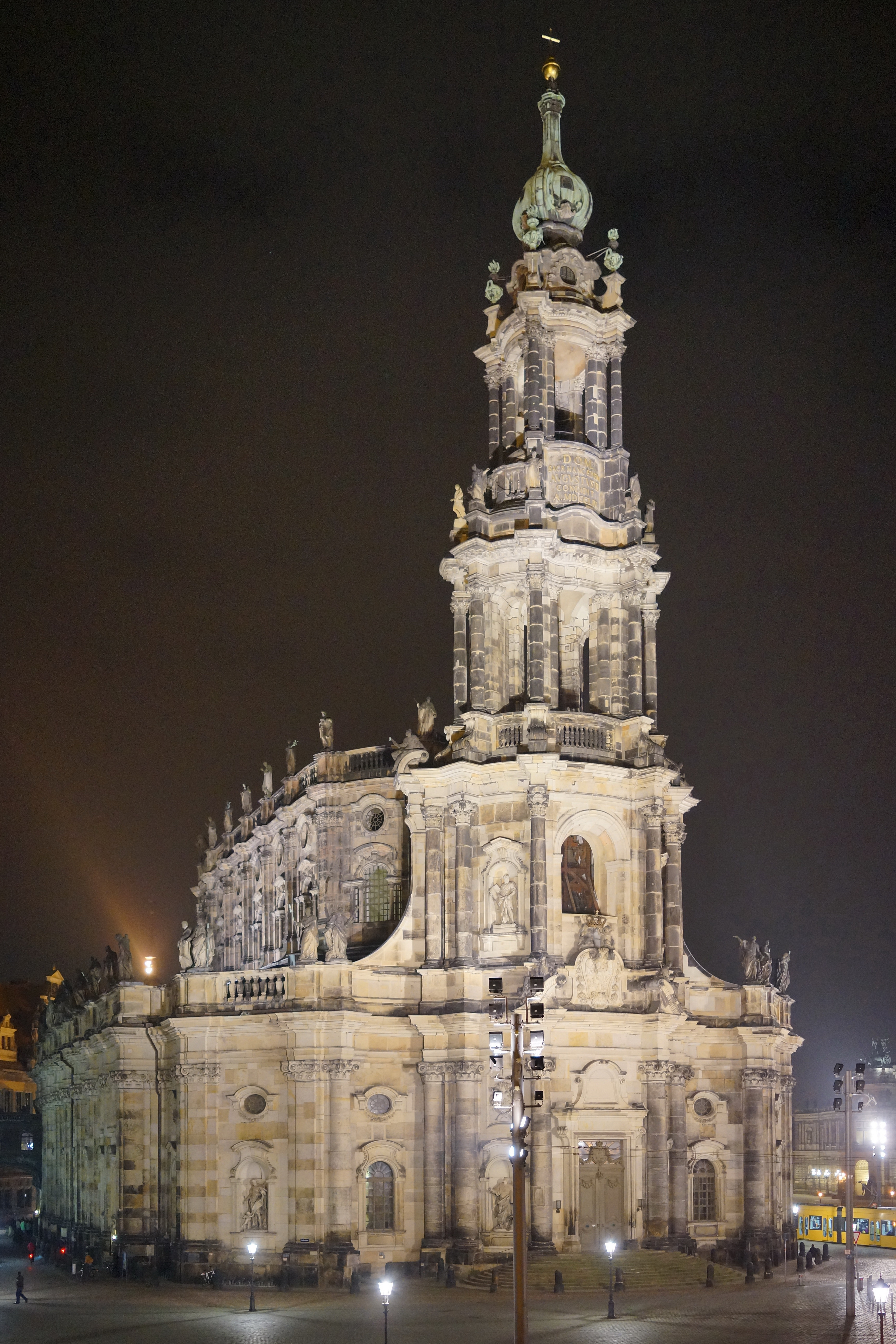
Catedrala din Dresda

Dieceza de Dresda-Meissen (în latină Dioecesis Dresdensis-Misnensis) este una din cele douăzecișișapte de episcopii ale Bisericii Romano-Catolice din Germania, cu sediul în orașul Dresda. Dieceza se află în provincia mitropolitană a Arhidiecezei de Berlin.

## Istoric
Episcopia a fost fondată inițial cu sediul la Meissen, în anul 967 în urma Conciliului de la Ravenna, împreună cu alte două dieceze și anume Merseburg și Zeitz, toate fiind sufragane ale Arhiepiscopiei de Magdeburg. Primul episcop a fost un anume Burchard. 
Scopul principal pentru fondarea acestei dieceze a fost convertirea wenzilor sau a slavilor din teritoriile germane la creștinism, lucrare finalizată abia în secolul al XIII-lea, datorită eforturilor neîncetate ale mănăstirilor cisterciene de la Dobrilugk și Neuzelle și ale unor episcopi precum Volkold (d. 992), Eido (d. 1015) și Sfântul Benno (1066-1106). Alți episcopi celebri au fost Witigo (1266-1293), în timpul căruia a început construcția catedralei gotice din Meissen, respectiv Ioan I de Eisenberg (1340-1371), în timpul căruia veniturile episcopiei au crescut considerabil.
În anul 1365 papa Urban al V-lea a luat decizia ca episcopia să treacă sub jurisdicția Arhiepiscopiei de Praga, dar Meissen a rămas tot sub autoritatea Magdeburgului în semn de protest, până în anul 1405, când Meissen a fost trecută sub autoritatea directă a Romei.
În secolul al XVI-lea a izbucnit Reforma Protestantă inițiată de Martin Luther, care a dus la înnoirea Bisericii Romano-Catolice în întreaga Europă. Episcopul Ioan al VII-lea de Schleinitz (1518-1537), un oponent ferm al lui Luther, a reușit să încetinească avansarea protestantismului în dieceza sa prin măsuri precum canonizarea celebrului episcop Benno din 1523. Succesorii săi, episcopii Ioan al VIII-lea de Maltitz (1537-1549) și Nicolae al II-lea de Carlowitz (1549-1555), s-au dovedit a fi incapabili în rezistența lor împotriva Reformei, ducând dieceza în pragul dispariției. În cele din urmă episcopul Ioan de Haugwitz (1555-1581), în urma unui acord cu consiliul orășenesc, trecut deja la luteranism, și-a dat demisia, a îmbrățișat noua credință și s-a căsătorit, episcopia de Meissen fiind în cele din urmă secularizată.
În anul 1921 episcopia a fost reînființată, iar în anul 1994 și-a mutat sediul în orașul Dresda, ca dieceză sufragană Arhiepiscopiei de Berlin.

## Mănăstiri
- Mănăstirea Marienthal, cea mai veche mănăstire de călugărițe cisterciene din Germania, cu existență neîntreruptă din secolul al XIII-lea